# Ivo Méndez
Ivo Nigel Méndez Chávez (* 18. März 1991 in Santa Cruz de la Sierra) ist ein bolivianischer Fußballschiedsrichter.
Seit Dezember 2012 leitet Méndez Spiele in der bolivianischen Liga de Fútbol Profesional Boliviano; bisher hatte er bereits über 160 Einsätze.
Seit 2017 steht er auf der Liste der FIFA-Schiedsrichter und leitet internationale Fußballpartien.
Méndez war als Schiedsrichter unter anderem bei der U-15-Südamerikameisterschaft 2017 in Argentinien, als Unterstützungsschiedsrichter bei der U-20-Südamerikameisterschaft 2019 in Chile, bei der U-17-Südamerikameisterschaft 2019 in Peru, als Unterstützungsschiedsrichter bei der U-17-Weltmeisterschaft 2019 in Brasilien, bei der U-20-Südamerikameisterschaft 2023 in Kolumbien und bei der U-17-Weltmeisterschaft 2023 in Indonesien im Einsatz.